# 花園インターチェンジ

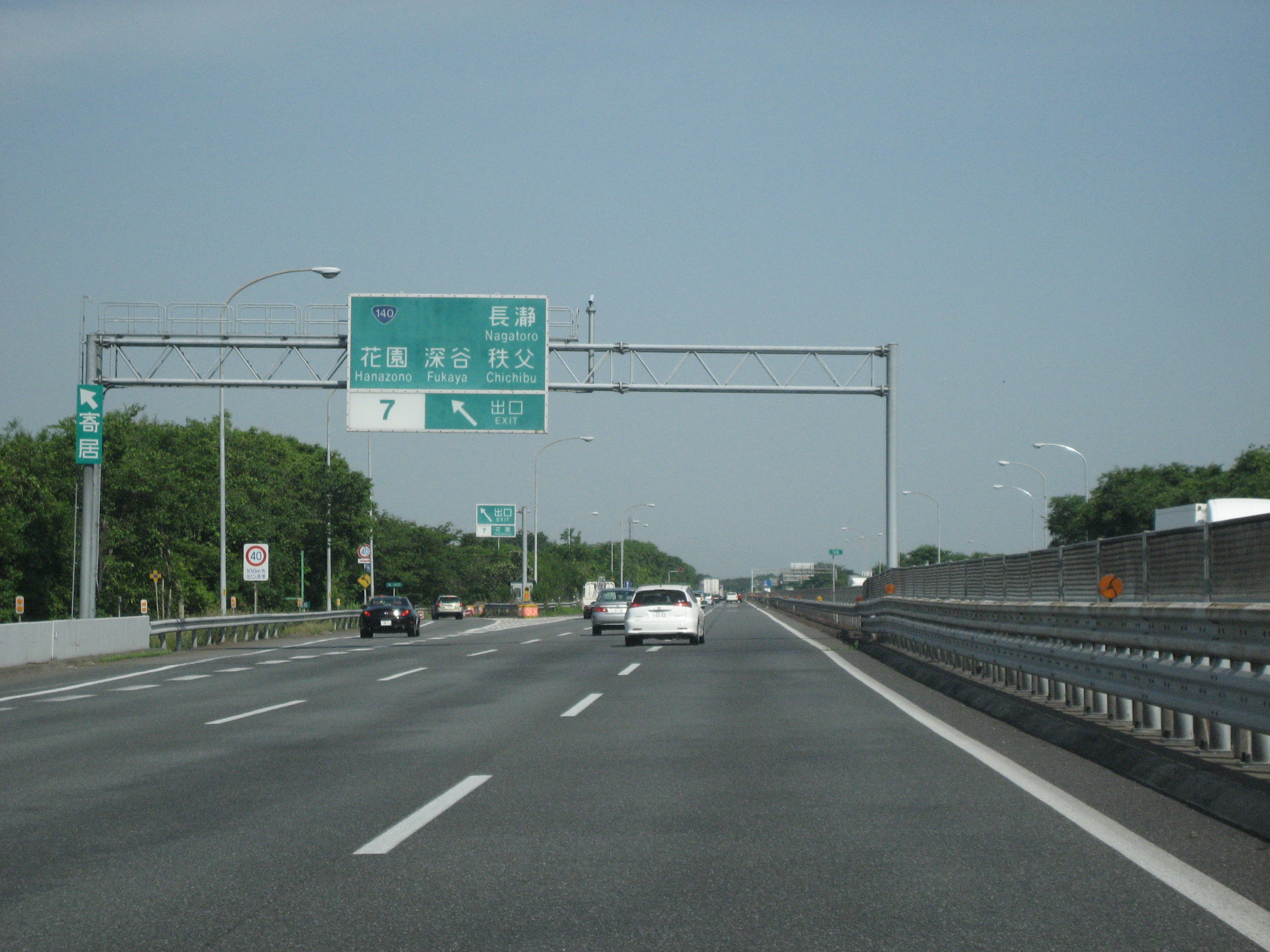
下り出口付近

花園インターチェンジ（はなぞのインターチェンジ） は、埼玉県深谷市黒田にある、関越自動車道のインターチェンジ。旧大里郡花園町に位置しており、長瀞や秩父など秩父地方の諸地域への玄関口ともなっている。
バスストップ設備を有するが、現在まで使用されていない。
この付近は荒川橋で荒川を渡るため周りと比べ標高が低く、下り坂から上り勾配へ変わること（サグ部）が主な原因となり、帰省時等には当ICを先頭とした渋滞が多発している。この対策として、2018年には上り合流車線・下り出口車線の延伸が実施された。

## 道路
- E17 関越自動車道（7番）

## 接続する道路
- 国道140号（バイパス／地域高規格道路計画 西関東連絡道路）

## 料金所
- ブース数：7

### 入口
- ブース数：2
  - ETC専用：1
  - 一般：1

### 出口
- ブース数：5
  - ETC専用：2
  - ETC・一般：1
  - 一般：2

## インターチェンジ内関連施設
- 埼玉県警察高速道路交通警察隊花園分駐隊

## 周辺
- ふかや花園プレミアム・アウトレット
- ふかや花園駅
- 道の駅はなぞの
- 花園フォレスト
- 荒川
- 玉淀
- 埼玉県立川の博物館

## 歴史
- 1980年（昭和55年）7月17日：東松山IC - 前橋ICの開通に伴い供用開始（設置当時は大里郡花園町）。
- 2011年（平成23年）3月17日：上り線の東京寄り約1 kmの地点（荒川橋の先）から約1.5 kmの「ゆずり車線」を設置。
- 2018年（平成30年）
  - 8月9日：上り線の合流車線（加速車線）を約0.9 km延伸し、ゆずり車線と接続[1]。
  - 12月14日：下り線の出口車線（減速車線）を約0.9 km延伸[2]。

## 隣
E17 関越自動車道
(6-1)嵐山小川IC - 嵐山PA - (7)花園IC - (7-1)寄居PA/SIC - (8)本庄児玉IC